# Clement M. Doke
Clement Martyn Doke (* 16. Mai 1893 in Bristol, Großbritannien; † 24. Februar 1980 in East London, Südafrika) war ein südafrikanischer Linguist, der sich vor allem mit afrikanischen Sprachen beschäftigte. Er erkannte, dass die grammatischen Strukturen der Bantusprachen sich stark von den europäischen Sprachen unterscheiden und gab damit als einer der ersten Afrikanisten den eurozentrischen Ansatz der Sprachbeschreibung auf. Als überaus produktiver Autor veröffentlichte er zahlreiche Grammatiken, Wörterbücher, vergleichende Arbeiten und eine Geschichte der Bantu-Linguistik.

## Missionar im Lambaland
Die Familie Doke war seit Generationen in der Missionsarbeit der Baptistischen Kirche engagiert. Sein Vater, Pastor Joseph J. Doke, hatte England 1882 verlassen und war nach Südafrika gereist, wo er Agnes Biggs traf und heiratete. Sie kehrten zeitweilig nach England zurück, wo Clement als drittes von vier Kindern geboren wurde. Die Familie zog dann nach Neuseeland und 1903 schließlich wieder nach Südafrika, wo sie sich zuletzt in Johannesburg niederließ.
Im Alter von 18 erwarb Clement einen Bachelor des Transvaal University College in Pretoria. Er entschied sich, sein Leben der Missionsarbeit zu widmen. 1913 begleitete er seinen Vater auf eine Reise ins nordwestliche Rhodesien in eine Gegend namens Lambaland, die heute als Ilamba bekannt ist. Sie liegt an der Wasserscheide von Kongo und Sambesi, wobei sich damals ein Teil in Nordrhodesien und der andere Teil in Belgisch Kongo befand. Im Osten führte die Kap-Kairo-Eisenbahn durch das Gebiet, aber sonst mussten sich Reisende hauptsächlich zu Fuß bewegen.
Pastor William Arthur Phillips von der Nyasa Industrial Mission in Blantyre hatte dort 1905 eine baptistische Missionsstation aufgebaut, die eine Gegend von 65.000 Quadratkilometern und 50.000 Einwohnern versorgte. Die Dokes sollten herausfinden, ob die Mission in Lambaland von der Baptist Union of South Africa übernommen werden konnte. Auf dieser Reise infizierte sich Dokes Vater mit Typhus und starb wenig später (Gandhi nahm am Gedenkgottesdienst teil und sprach vor der Trauergemeinde). Clement übernahm die Rolle seines Vaters.
Die südafrikanischen Baptisten entschieden sich, die Missionsstation Kafulafuta zu übernehmen, wobei Pastor Phillips dort Superintendent blieb. Clement Doke kehrte 1914 als Missionar nach Kafulafuta zurück; seine Schwester Olive folgte ihm zwei Jahre später.

## Die Lamba-Sprache
Doke war frustriert von seiner Unfähigkeit, mit den Lamba zu kommunizieren. Schriftlich lagen lediglich eine Übersetzung des Buch Jona und eine Sammlung von 47 Hymnen vor. Er meisterte jedoch schnell die Sprache und veröffentlichte 1917 sein erstes Buch Ifintu Fyakwe Lesa (Gottes Dinge, eine Einführung in die Kenntnis der Heiligen Schrift) auf Lamba. Um seine Sprachstudien zu vervollständigen, schrieb er sich an der Zweigstelle des Transvaal University College in Johannesburg für einen M.A.-Abschluss ein. Seine Magisterarbeit wurde als The Grammar of the Lamba language (Grammatik der Lamba-Sprache) veröffentlicht. Dieses Buch ist noch in den traditionellen grammatischen Begriffen gehalten, da Doke damals noch nicht seine innovative Methode der Analyse und Beschreibung der Bantu-Sprachen entwickelt hatte. Sein späteres Textbook of Lamba Grammar (Lehrbuch der Lamba-Grammatik) ist in dieser Hinsicht weit überlegen.
Clement Doke war auch ethnologisch interessiert. 1931 erschien The Lambas of Northern Rhodesia (Die Lamba Nordrhodesiens), das bis heute zu den herausragenden ethnographischen Beschreibungen der Völker Zentralafrikas zählt. Für Doke bildete die Alphabetisierung Teil der Evangelisation, da die Menschen lesen können mussten, um die Botschaft der Bibel zu verstehen. Aber erst in seinem Ruhestand konnte er die Übersetzung der Bibel in Lamba abschließen, die unter dem Titel Amasiwi AwaLesa (Die Worte Gottes) 1959 veröffentlicht wurde.

## Universität Witwatersrand
1919 heiratete er Hilda Lehmann, die ihn zurück nach Lambaland begleitete. Sie infizierten sich während ihrer Arbeit beide mit Malaria und die Ärzte untersagten ihr, in Lambaland zu bleiben. Auch Clement Doke erkannte, dass er sich die Feldarbeit nicht mehr länger zumuten konnte und ging 1921. Er wurde von der neu begründeten University of the Witwatersrand angeworben. Um sich als Dozent zu qualifizieren, zog die Familie nach England, wo er sich an der School of Oriental and African Studies einschrieb. Seine Hauptsprachen waren Lamba und Luba, aber da es keinen geeigneten Prüfer gab, musste er schließlich zu Zulu wechseln.
Doke nahm 1923 seine Arbeit an der neuen Fakultät für Bantu-Studien der Universität Witwatersrand auf. 1925 wurde er mit einer Arbeit über die Phonetik der Zulusprache promoviert und zum senior lecturer befördert. 1931 wurde er auf den Lehrstuhl für Bantu-Studien berufen und leitete damit auch die Fakultät für Bantu-Studien. Diese Fakultät wirkte als Katalysator für die Zulassung von Schwarzafrikanern an der Universität: Bereits 1925 wurde erstmals eine begrenzte Zahl im Sommerkurs für afrikanische Studien zugelassen. Doke unterstützte auch die Einstellung von Benedict Wallet Vilakazi, da er glaubte, dass ein Muttersprachler für den Spracherwerb unerlässlich war. Sie löste einen Sturm der Entrüstung in der Öffentlichkeit aus. Beide veröffentlichten gemeinsam das Wörterbuch Zulu-Englisch, das erstmals 1948 erschien. Es handelt sich immer noch um eines der besten Beispiele für die Lexikographie einer Bantu-Sprache.
An der Witwatersrand-Universität war auch der spätere, südafrikanische Linguistik-Professor Dr. Ernst Oswald Johannes Westphal unter seinen Schülern, der sich in den fünfziger Jahren als Dozent und Professor an der School of Oriental and African Studies (einem Institut der Universität London) einen Namen, als weltweit führender Experte für Bantu- und Khoisansprachen machte.
Auf Bitten der Regierung von Südrhodesien untersuchte Doke die dialektale Variationsbreite der Landessprachen und machte Empfehlungen für ein "Vereinheitlichtes Shona", die zur Grundlage für Standard-Shona wurden. Er arbeitete eine einheitliche Rechtschreibung auf der Basis der Zezuru-, Karanga- und Manyika-Dialekte aus. Dokes Rechtschreibung wurde allerdings nie voll akzeptiert, und die südafrikanische Regierung führte eine Alternativschreibung ein, wodurch Shona zwischen 1935 und 1955 mit zwei konkurrierenden Rechtschreibungen geschrieben wurde.
Während seiner Amtszeit entwickelte und propagierte Doke eine Methode der linguistischen Analyse und Beschreibung der Bantu-Sprachen, die auf der Struktur dieser Sprachen basierte. Dieses „Doke-Modell“ bleibt bis heute eines der dominierenden Modelle für die linguistische Arbeit in Süd- und Zentralafrika. Seine Klassifikation der Bantu-Sprachen bildete lange Zeit die herrschende Sicht der Verwandtschaftsbeziehungen afrikanischer Sprachen. Doke gehörte auch zu den Pionieren in der Beschreibung der Klick-Konsonanten in den Khoisan- und Bantu-Sprachen und entwickelte eine Reihe phonetischer Symbole dafür (siehe dazu: Geschichte der Klicklautschreibung).
Doke arbeitete an der Universität Witwatersrand bis zu seiner Emeritierung 1953. 1972 wurde er mit der Ehrendoktorwürde der Rhodes-Universität sowie der Universität Witwatersrand ausgezeichnet.
Der ehemalige Missionar blieb immer der Baptistischen Kirche verbunden. Er wurde 1949 zum Präsidenten der Südafrikanischen Baptistischen Union gewählt und verbrachte ein Jahr damit, Kirchen und Missionsstationen zu besuchen. Seine Antrittsansprache nutzte er dazu, die neu eingeführte Apartheid-Gesetzgebung zu verurteilen: „Ich warne unsere Regierung ernsthaft, dass der Geist hinter ihren Apartheid-Gesetzen und die Art wie sie heute diskriminierende Maßnahmen aller Arten einführt, eine Katastrophe über unser schönes Land bringen wird.“

## Ausgewählte Veröffentlichungen
- Ifintu Fyakwe Lesa (Gottes Dinge, eine Einführung in die Kenntnis der Heiligen Schrift; in Lamba), 1917.
- The Lambas of Northern Rhodesia: A Study of their Customs and Beliefs. London: George G. Harrap, 1931.
- Report on the Unification of the Shona Dialects. Government of Southern Rhodesia: Government Blue Book, 1931.
- Bantu linguistic terminology. London; New York Longmans, Green, 1935.
- Textbook of Lamba Grammar. Johannesburg: Witwatersrand University Press, 1938.
- Outline grammar of Bantu. Johannesburg: University of the Witwatersrand, 1943.
- Zulu-English Dictionary. Johannesburg: Witwatersrand University Press, 1948. (gemeinsam mit Benedict Wallet Vilakazi)
- The Southern Bantu languages. London; New York: Oxford University Press, 1954.
- Amasiwi AwaLesa (Bibelübersetzung in Lamba). 1959.
- Contributions to the history of Bantu linguistics. Johannesburg: Witwatersrand University Press, 1961. (gemeinsam mit D. T. Cole)
- Trekking in South Central Africa 1913-1919. Johannesburg: Witwatersrand University Press, 1993.